# ペーター・アルテンベルク
ペーター・アルテンベルク（Peter Altenberg、本名リヒャルト・エングレンダー（Richard Engländer）、1859年3月9日 - 1919年1月8日）は「カフェ文士」として知られるオーストリアの作家。ユダヤ系。ペーター・アルテンベルクはペンネーム、略称は「ペー・アー」。

## 概略
裕福な家に生まれ、父はフランス語の新聞を読むような知識人であったといわれる。ウィーンの名門ギムナジウムを卒業後、ウィーン大学の医学部に進み、途中で文学部に転じた。法学と医学を断片的に学んだのち、シュトゥットガルトで書籍商を試みたが挫折したといわれる。その後は、都市ウィーンのなかを放浪するボヘミアンの生活を送った。ウィーン市内のグラーベン・ホテル51号室を定宿とし、「カフェ・ツェントラール」など市内のカフェハウスに入りびたって多くの作家と交友を結んだ。彼の泊まっていたホテルの部屋の壁には、避暑地などから送られてきた売春婦からの絵はがきがピンで止められ、愛する少女の写真と並べられていた。アルテンベルクは、起きている時間の大半をツェントラールで過ごし、自分の住所を「ウィーン1区、カフェ・ツェントラール」としていた。

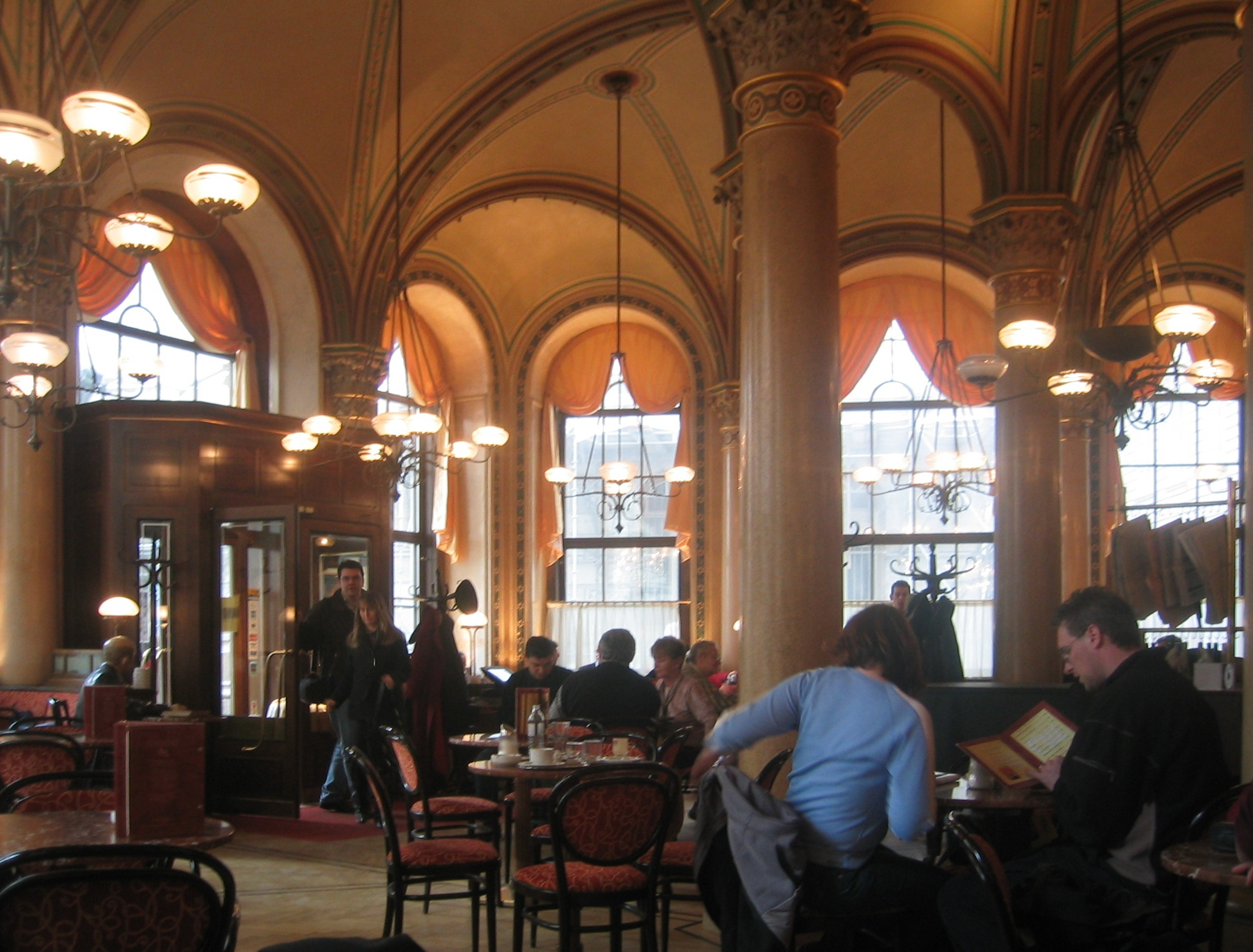
観光客用の店として再開されたウィーン「カフェ・ツェントラール」 (2004)

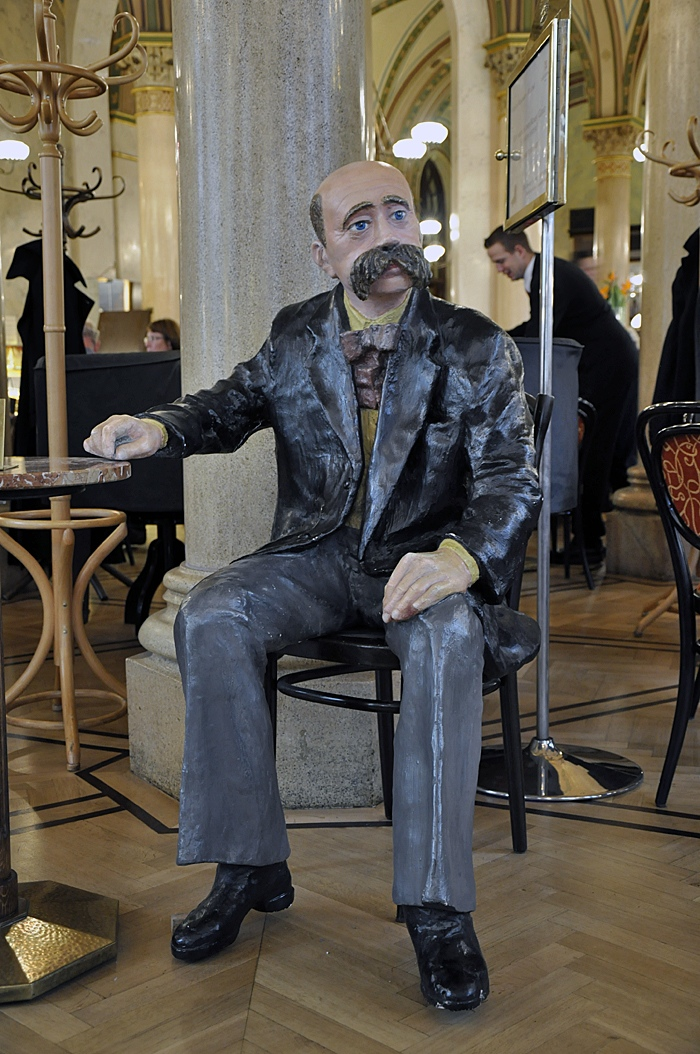
「カフェ・ツェントラール」に置かれたアルテンベルクの座像

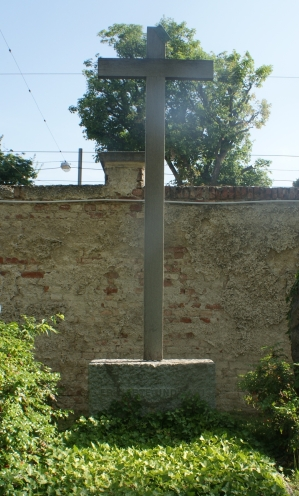
ペーター・アルテンベルクの墓

50歳をすぎても独身、頭は禿げあがっており、鼻眼鏡をかけ、格子縞の服に半ズボン、健康のためと称して素足に木のサンダルをはいており、籐製のステッキを常にたずさえていた彼は、世紀末ウィーンの名物男であった。彼は自分より20歳近く若いエゴン・フリーデルと連れだって、ともにウィーンの街をよく徘徊した。2人は、廃業する前のカフェ・グリーンシュタイドルにもよく顔を出した。彼は、美術や文学に通じていたが、執筆活動にいそしむというよりも、カフェめぐりの合間にチラシや伝票に気の利いた文を書くなどして雑文で食いつないだ。また、彼は「人体飛行説」の信奉者であり、人は気持ちが高揚すれば飛行できるとして両腕を大きく広げて走りだすことがよくあったという。このように、いかにも市民社会の落ちこぼれで奇装・奇行で知られるアルテンベルクであったが、ウィーンの人々は彼を慕い、気前よく彼を援助した。晩年の10年間はアルコール依存のため入退院を繰り返し、1919年、ウィーン総合病院で死去した。
作家としてはスケッチ風の短編に優れ、内容は情緒に富み、また印象主義的に表現した佳作が多いことで知られる。彼の作品は若きエゴン・フリーデルによってまとめられることが多かった。フリーデルはまた、1910年にアルテンベルクの伝記を書くよう、フィッシャーに依頼されている。日本では池内紀により『小品六つ』として紹介されている。また、『釣』は森鷗外による翻訳がある。
彼の本を最初にまとめたのは、1899年から1930年にかけて闘争的な評論誌『ファッケル』（炬火）の編集と執筆にたずさわったことで知られるカール・クラウスであった。彼は、クラウスが敬意を払うごくわずかな同時代のウィーン人作家のひとりであった。アルテンベルクも『ファッケル』創刊号に寄稿している。
彼は、1907年にグスタフ・マーラーがウィーンの宮廷オペラ座（現在のウィーン国立歌劇場）を辞任するとき、ウィーンに留まるよう訴えたグループのなかにいた。マーラーの称賛者で、1907年には鉄道駅までマーラーを見送った音楽家アルバン・ベルクは、アルノルト・シェーンベルクに師事し、無調音楽を経て十二音技法による作品を残したことで知られる。1912年、アルバン・ベルクは彼の詩に曲をつけて『アルテンベルク歌曲集』Op.4として発表した。
「装飾は犯罪である」の言葉で知られ、シンプルな造形性のみを追求した建築家のアドルフ・ロースは彼の親友で、1919年のアルテンベルクの死に際し、みごとな送別の辞を書き、墓を造っている。なお、ジークムント・フロイトの知人であったアルバン・ベルクは、アルテンベルクによってカール・クラウスに紹介され、アドルフ・ロースの生涯の友となった。

## 主な作品
- 1896年 Wie ich es sehe（『私の見るままに』）
- 1908年 Märchen des Lebens
- 1919年 Mein Lebensabend